# Argyrogrammana glaucopis
Argyrogrammana glaucopis is een vlindersoort uit de familie van de prachtvlinders (Riodinidae), onderfamilie Riodininae.
Argyrogrammana glaucopis werd in 1868 beschreven door H. Bates.